# وولودارسک، روسیه
شهر وولودارسک، روسیه (به روسی: Володарск) در کشور روسیه و در اوبلاست نیژنی نووگورود واقع شده‌است.